# Henneguya symphodae
Henneguya symphodae is een microscopische parasiet uit de familie Myxobolidae. Henneguya symphodae werd in 1989 beschreven door Lubat, Radujkovic, Marques & Bouix. 